# اچ‌ال‌ای-سی
اچ‌ال‌ای-سی (به انگلیسی: HLA-C) متعلق به MHC (انسان = HLA) کلاس I گیرنده‌های زنجیره سنگین است. گیرنده C یک heterodimer متشکل از یک محصول ژن HLA-C بالغ و بتا دو میکروگلوبولین است. زنجیره C بالغ در غشاء لنگر است. مولکول‌های MHC کلاس I، مانند HLA-C، در تقریباً تمام سلول‌ها، و پپتیدهای کوچک در سیستم ایمنی بدن حاضر است که برای بررسی پپتیدهای غیر خود بیان شده است.